# Tyrrell P34

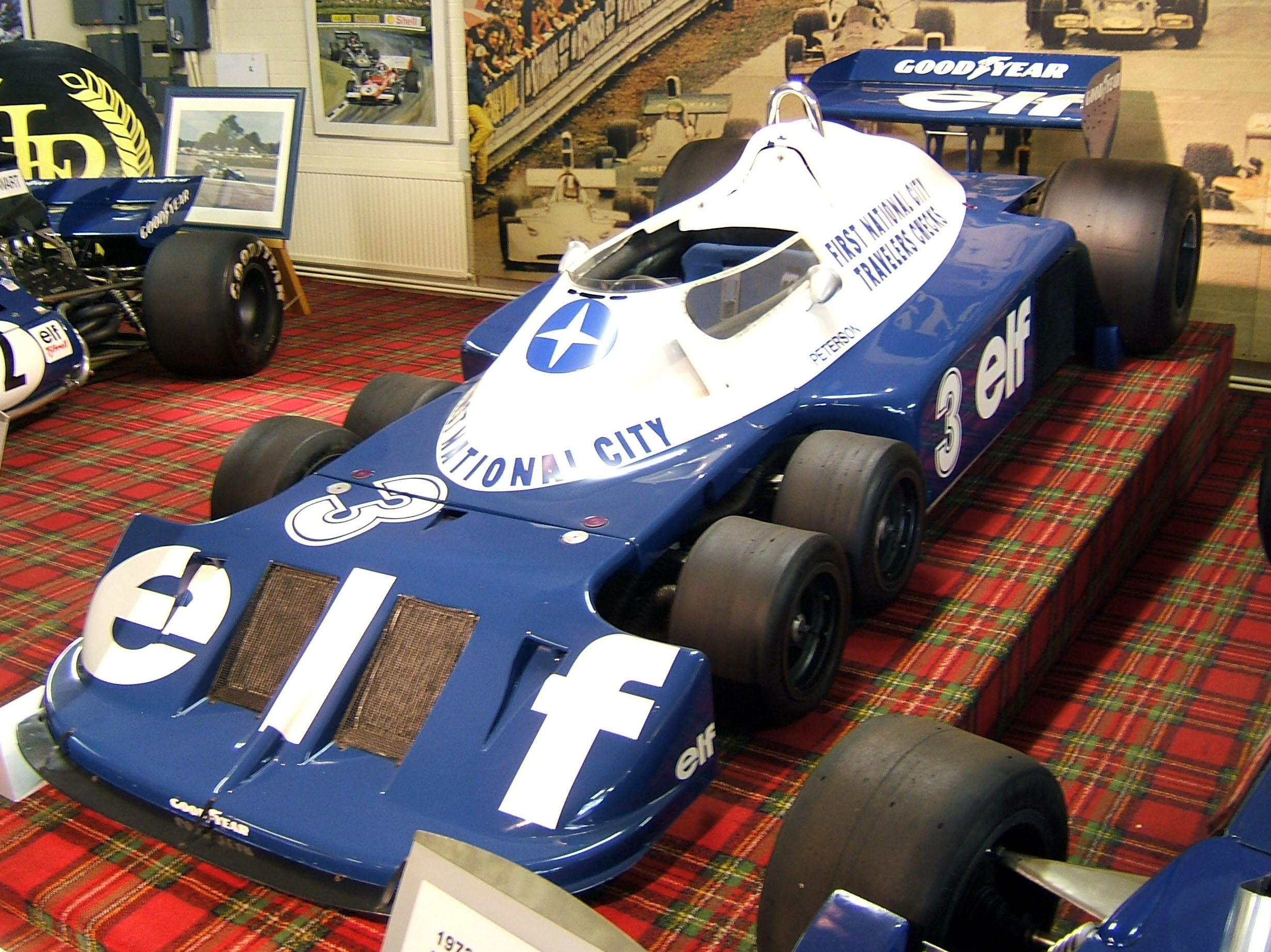
Tyrrell P34 in het Donington Grand Prix Collection-museum in Leics

De Tyrrell P34 is de enige Formule 1-auto met zes wielen die heeft geracet. De auto was actief in de seizoenen 1976 en 1977.

## Geschiedenis
De auto was een idee van raceauto-ontwerper Derek Gardner. Toen hij werkte aan Lotus- en Matra-Formule 1-auto's met vierwielaandrijving, merkte hij dat de balans van de auto niet goed was. Toen hij chef-ontwerper werd bij Tyrrell, zocht Ken Tyrrell een manier om de auto winnend te maken, aangezien een groot aantal van de auto's in de Formule 1 in die tijd de Cosworth DFV-motoren gebruikte, zo ook Tyrrell. Toen kwam Gardner met het idee van vier voorwielen.
Het eerste prototype was een verbouwde 007, maar de tests waren positief voor de auto, al waren er problemen met de voorbanden, die sneller sleten omdat ze kleiner waren en dus meer moesten draaien.
Uiteindelijk reed de auto met Patrick Depailler zijn eerste race bij de Grand Prix van Spanje. Er werd in de kwalificatie een derde plaats gehaald, waar Jody Scheckter slechts 14e werd met de oude 007 waarmee de eerste races van het seizoen nog werden gereden. 
Seizoen 1976 was een goed seizoen voor Tyrrell. Er werd een derde plaats in de constructeurskampioenschap gehaald en een een-twee-overwinning bij de Grand Prix van Zweden.
Tussen seizoen 1976 en 1977 werd de auto verder verbeterd, hij werd getest in een windtunnel om de aerodynamica te verbeteren. Verder kreeg de auto elektronische instrumenten en de auto verzamelde data die met een computer bestudeerd konden worden, revolutionair voor die tijd. Voor seizoen 1977 kwam Ronnie Peterson in de plaats van Jody Scheckter, die naar Wolf vertrok.
In seizoen 1977 had het team moeite om bij te blijven met de rest van het veld. Een tweede plaats in Canada was het beste resultaat dat jaar, maar de auto viel vaker uit dan dat hij de finish haalde. Dit was mede te wijten aan Goodyear, een bedrijf dat zich bezighield met gewone banden in plaats van de kleine banden van de Tyrell. Er werd dat seizoen een vijfde plaats gehaald in het constructeurskampioenschap. 1977 was dan ook het laatste seizoen voor de auto. De opvolger, de Tyrrell 008, had gewoon vier wielen.
De Tyrrell had wel zijn sporen nagelaten. Ook Williams en Scuderia Ferrari maakten prototypes met zes wielen, maar die zouden nooit het circuit halen.

## Resultaten
| Jaar | Ploeg            | Motor              | Banden   | Chauffeurs        | 1   | 2   | 3   | 4   | 5   | 6   | 7   | 8   | 9   | 10  | 11  | 12  | 13  | 14  | 15  | 16  | 17  | Punten | WCC |
| ---- | ---------------- | ------------------ | -------- | ----------------- | --- | --- | --- | --- | --- | --- | --- | --- | --- | --- | --- | --- | --- | --- | --- | --- | --- | ------ | --- |
| 1976 | Elf Team Tyrrell | Cosworth DFV V8 NA | Goodyear |                   | BRA | ZAF | VSW | SPA | BEL | MON | ZWE | FRA | GBR | DUI | OOS | NED | ITA | CAN | VST | JPN |     | 71*    | 3e  |
| 1976 | Elf Team Tyrrell | Cosworth DFV V8 NA | Goodyear | Jody Scheckter    |     |     |     |     | 4   | 2   | 1   | 6   | 2   | 2   | DNF | 5   | 5   | 4   | 2   | DNF |     | 71*    | 3e  |
| 1976 | Elf Team Tyrrell | Cosworth DFV V8 NA | Goodyear | Patrick Depailler |     |     |     | DNF | DNF | 3   | 2   | 2   | DNF | DNF | DNF | 7   | 6   | 2   | DNF | 2   |     | 71*    | 3e  |
| 1977 | Elf Team Tyrrell | Cosworth DFV V8 NA | Goodyear |                   | ARG | BRA | ZAF | VSW | SPA | MON | BEL | ZWE | FRA | GBR | DUI | OOS | NED | ITA | VST | CAN | JPN | 27     | 5e  |
| 1977 | Elf Team Tyrrell | Cosworth DFV V8 NA | Goodyear | Ronnie Peterson   | DNF | DNF | DNF | DNF | 8   | DNF | 3   | DNF | 12  | DNF | 9   | 5   | DNF | 6   | 16  | DNF | DNF | 27     | 5e  |
| 1977 | Elf Team Tyrrell | Cosworth DFV V8 NA | Goodyear | Patrick Depailler | DNF | DNF | 3   | 4   | DNF | DNF | 8   | 4   | DNF | DNF | DNF | 13  | DNF | DNF | 14  | 2   | 3   | 27     | 5e  |

* 13 punten gescoord in 1976 met de Tyrrell 007

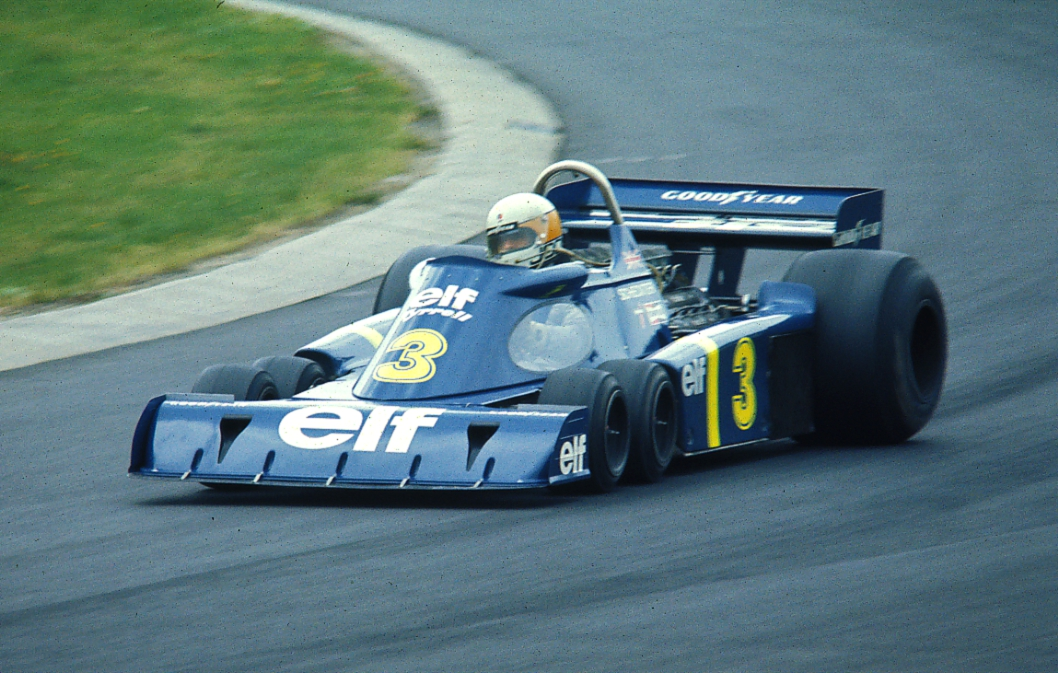
Jody Scheckter tijdens de Grand Prix Formule 1 van Duitsland 1976
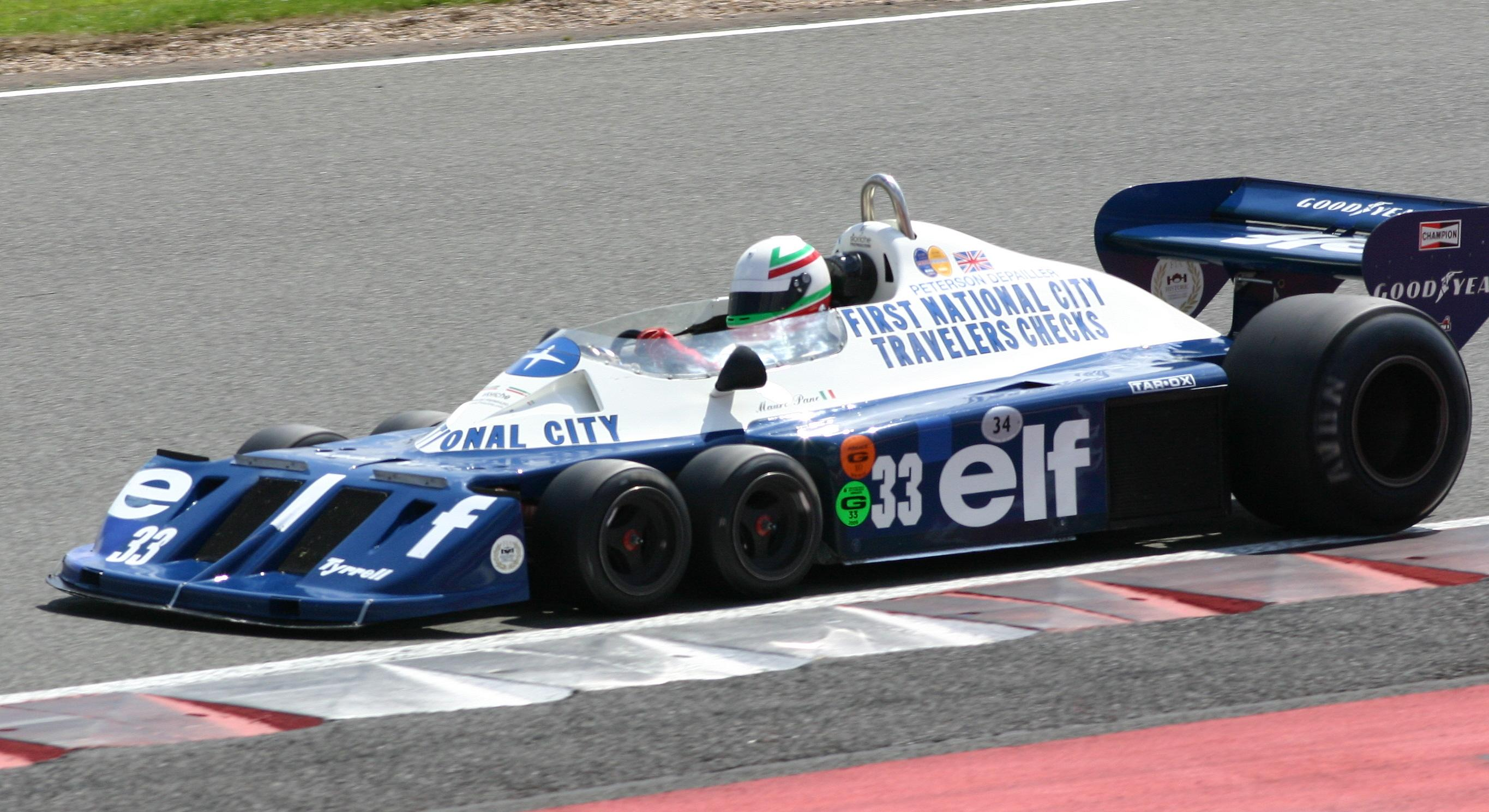
Een replica, in de stijl van de versie uit 1977, van de Tyrrell P34 tijdens de "Silverstone Classic race" in 2008